# Стиви Йънг
Стивън Крофорд Йънг младши (на английски: Stephen Crawford Young Jr., роден на 11 декември 1956 г.) е шотландски музикант, ритъм китарист и беквокалист на австралийската рок енд рол група AC / DC. Той се присъединява към групата през април 2014 г., за да участва в записването на албума Rock or Bust, но не е обявен за официален член до септември същата година. Той заменя чичо си Малкълм Йънг, който се оттегля от групата поради деменция. Преди това Стивън Йънг вече е замествал Малкълм Йънг на турнето на AC/DC в САЩ през 1988 г.
Йънг е син на Стивън Крофорд Йънг-старши (1933 – 1989 г.), който е най-големият брат на Ангъс, Малкълм, Джордж и Алекс Йънг. През 1963 г. емигрира със семейството си от Шотландия в Сидни, Австралия. Семейството се установява в Конкорд, Нов Южен Уелс. Завръща се в Шотландия през 1970 г.

## Кариера

### Ранна музикална кариера
След първите си групи The Stabbers, Prowler и Tantrum, сформирани в град Hawick в шотландските граници в края на 1970-те, Стивън Йънг прави два албума през 1980-те със своята рок група Starfighters, създадена през 1980 г. в Бирмингам. Starfighters са избрани като подгряваща група за турнето на AC / DC Back in Black във Великобритания през 1980 г. Starfighters също подгряват на няколко концерта на Ози Озбърн през 1982 г.
Starfighters се разделят през 1983 г. и отново се събират за кратко през 1987 г. След това Стивън Йънг формира Little Big Horn, чийто демо запис е продуциран от Малкълм Йънг. Скоро групата се разпада поради липса на успех при подписването на договор със звукозаписна компания въпреки участието им в рок шоуто на Томи Ванс по BBC Radio 1. По-късно Стиви Йънг сформира групата Up Rising, която също се разпада.
През 1988 г. Йънг продуцира демо запис за дет / траш метъл групата Cancer, озаглавено No Fuckin 'Cover.
През 2009 г. Йънг е член на бирмингамската рок група Hellsarockin.
Когато басистът на Starfighters Дъг Денис умира през 2011 г., останалите членове на групата се събират, като на бас китарата свири Ангъс, синът на Стиви.
От юли 2013 г. Йънг и Пат Хембли от Starfighters свирят в блус трио с певеца Мартин Ууд, наречено Blue Murda. По-късно към Blue Murda се присъединяват синът на Йънг, Ангъс на китара и Джон Malan на бас китара. Ангъс е внук на Ангъс Йънг от AC/DC и за кратко е член на трибютната група AC/DC UK.

### Кариера с AC / DC
Връзката с AC / DC започва през 60-те години, когато Стиви, Ангъс и Малкълм посещават едно и също училище и свирят заедно на китара, докато живеят в Сидни.
По време на турнето през 1988 г. в САЩ за албума Blow Up Your Video на AC / DC, започнало на 3 май 1988 г., Стиви Йънг замества Малкълм Йънг на ритъм китарата, докато той се бори с нарастващата си алкохолна зависимост. Много фенове дори не забелязват, че Малкълм е заменен, защото Стиви Йънг по това време има физическа прилика с него. Малкълм преодолява проблема си с пиенето и се връща в групата до оттеглянето си през април 2014 г.
През юли 2014 г. Брайън Джонсън от AC / DC потвърждава, че Йънг е записвал с групата за предстоящия им албум Rock or Bust, отново замествайки болния си чичо Малкълм. През септември същата година е потвърдено, че Йънг ще замени Малкълм за постоянно. В интервю за Rolling Stone се разкрива, че Йънг е бил избран от чичо си Ангъс още през януари 2014 г., преди да е имало обсъждане с други членове на групата.

## Оборудване
Йънг свири на различни модели китари за лява ръка Gretsch Jet Firebirds през цялата си кариера. Първата му китара е черна Firebird, наследена от Малкълм Йънг и е използвана за запис със Starfighters в началото на 1980-те.
Стиви Йънг наследява и друга Firebird от Малкълм Йънг, почти същата като основната Gretsch на Малкълм, използвана на световното турне Rock Or Bust на AC / DC.

## Семейство
От юли 2014 г. синът на Стиви Йънг Ангъс (известен като Goose или Gus) свири на китара за бирмингамската реге група Young Culture Collective заедно с по-малкия си брат, който също се казва Стиви.

## Дискография

### Starfighters
- Starfighters (1981) Jive Records
- In-Flight movie (1983) Jive Records

### AC/DC
- Rock or Bust (2014)
- Power Up (2020)